# 陳祚 (清朝)
陳祚（？—？），雲南昆明府昆明縣人，清朝官員。
光緒元年（1875年），陳祚接替支昭訓，擔任福建台灣府嘉義縣知縣，掌管今嘉義縣、嘉義市、雲林縣一帶政事。